# Huhtsaari (ö i Södra Savolax, S:t Michel, lat 61,61, long 28,25)
Huhtsaari är en ö i Finland. Den ligger i sjön Pihlajavesi och i kommunen Puumala i den ekonomiska regionen  S:t Michel och landskapet Södra Savolax, i den södra delen av landet, 240 km nordost om huvudstaden Helsingfors. Öns area är 4,5 hektar och dess största längd är 480 meter i nord-sydlig riktning.